# Tobeen

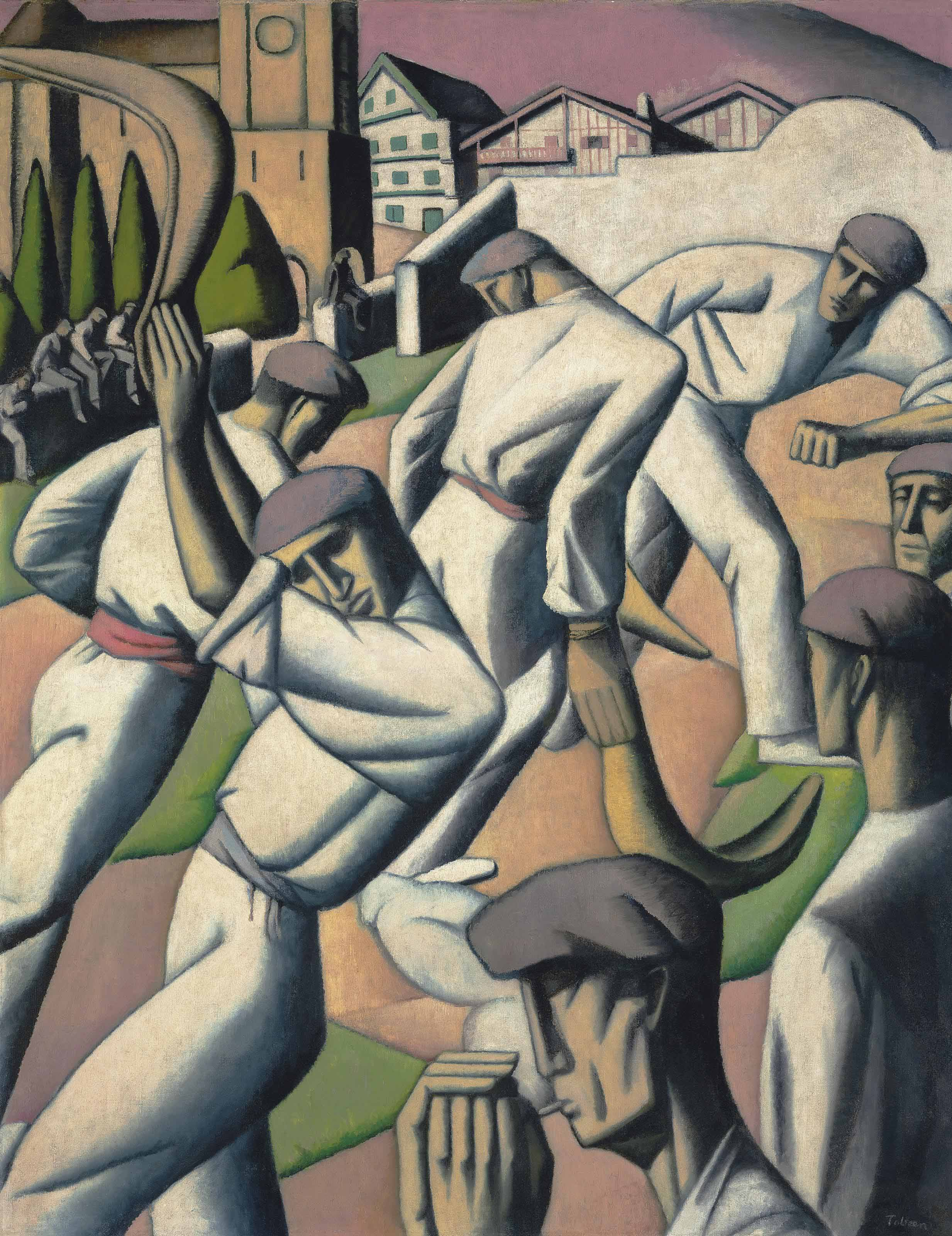
Tobeen, Pelotaris (1912)

Tobeen (geboren am 20. Juli 1880 in Bordeaux; gestorben am 14. März 1938 in Saint-Valery-sur-Somme) ist das Pseudonym des französischen Malers Félix Bonnet.

## Leben
Tobeen wurde in Bordeaux geboren und wuchs dort auf. Er war oft im Baskenland, in den westlichen Pyrenäen. Seine Werke enthalten oft Referenzen auf baskische Themen. Dadurch wurde er auch als der baskische Künstler bekannt. Weder er, noch seine Eltern waren jedoch aus dem Baskenland.
Ab 1910 arbeitete er in Paris, wo er Kontakte mit einer Gruppe von Künstlern um Pablo Picasso und Georges Braque sowie mit der Gruppe der Brüder Duchamp (Gaston, Raymond und Marcel) pflegte. Im Oktober 1912 stellte er elf Werke im Salon de la Section d’Or, in der Galerie La Boétie in Paris aus.
Tobeen war jedoch kein Stadtmensch. Er liebte ein Leben in Freiheit, das Meer, und die Wälder. Nach 1920 ließ er sich in Saint-Valery-sur-Somme nieder.
Tobeens Gemälde, Zeichnungen und Holzschnitte zeigen Spuren seiner Zeit in Paris, und seine Vorliebe für Dichtkunst im menschlichen Leben.

## Ausstellungen
- Salon de la Section d’Or, Galerie La Boétie (Paris), 1912
- Armory Show (New York), 1913
- Mánes Union of Fine Arts, Mánes Pavilion, (S.V.U. Manes), Prag, 1914
- Tobeen, un poète du cubisme: Bordeaux, Galerie Musée des Beaux Arts, 8. Juni – 16. September 2012

## Sammlungen
Niederlande:
- Centraal Museum, Utrecht
- Kröller-Müller Museum, Otterlo
- In former times Scheringa Museum of Realist Art, Spanbroek

Frankreich
- Musée basque et de l’histoire de Bayonne [fr], Bayonne
- Musée des beaux-arts de Bordeaux, Bordeaux
- Musées Menton, collection Wakefield, Menton
- Musée des Beaux-Arts de Nancy, Nancy